# San Agustín de las Juntas
San Agustín de las Juntas es una localidad del estado mexicano de Oaxaca. Es cabecera del municipio de San Agustín de las Juntas.

## Demografía
| Censo | Población |
| ----- | --------- |
| 1900  | 392       |
| 1910  | 489       |
| 1921  | 384       |
| 1930  | 432       |
| 1940  | 505       |
| 1950  | 577       |
| 1960  | 771       |
| 1970  | 1 063     |
| 1980  | 1 526     |
| 1990  | 2 646     |
| 1995  | 3 700     |
| 2000  | 4 668     |
| 2005  | 5 215     |
| 2010  | 6 923     |
| 2020  | 8 603     |